# Stora Mellösa pastorat
Stora Mellösa pastorat var ett pastorat inom Svenska kyrkan i Kumla och Askers kontrakt av Strängnäs stift. Pastoratet hade pastoratskoden 041108 och låg i Örebro kommun. 
Pastoratet omfattade följande församlingar:
- Gällersta-Norrbyås församling
- Stora Mellösa församling

I samband med att dessa församlingar slogs samman och bildade Kvismare församling så ombildades pastoratet till Kvismare pastorat.